# Muela de Ares

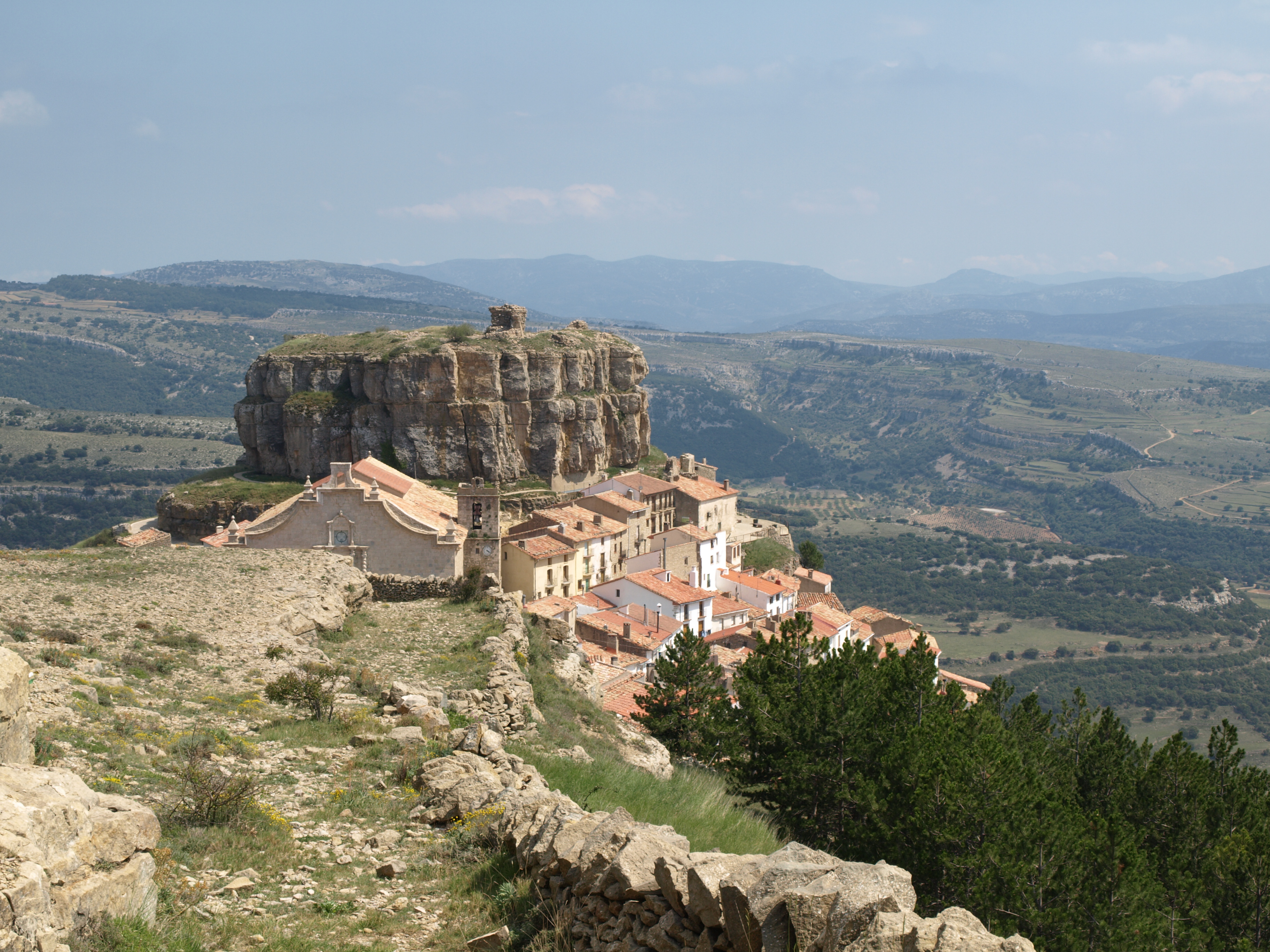
Vista de Ares del Maestre desde la Muela de Ares

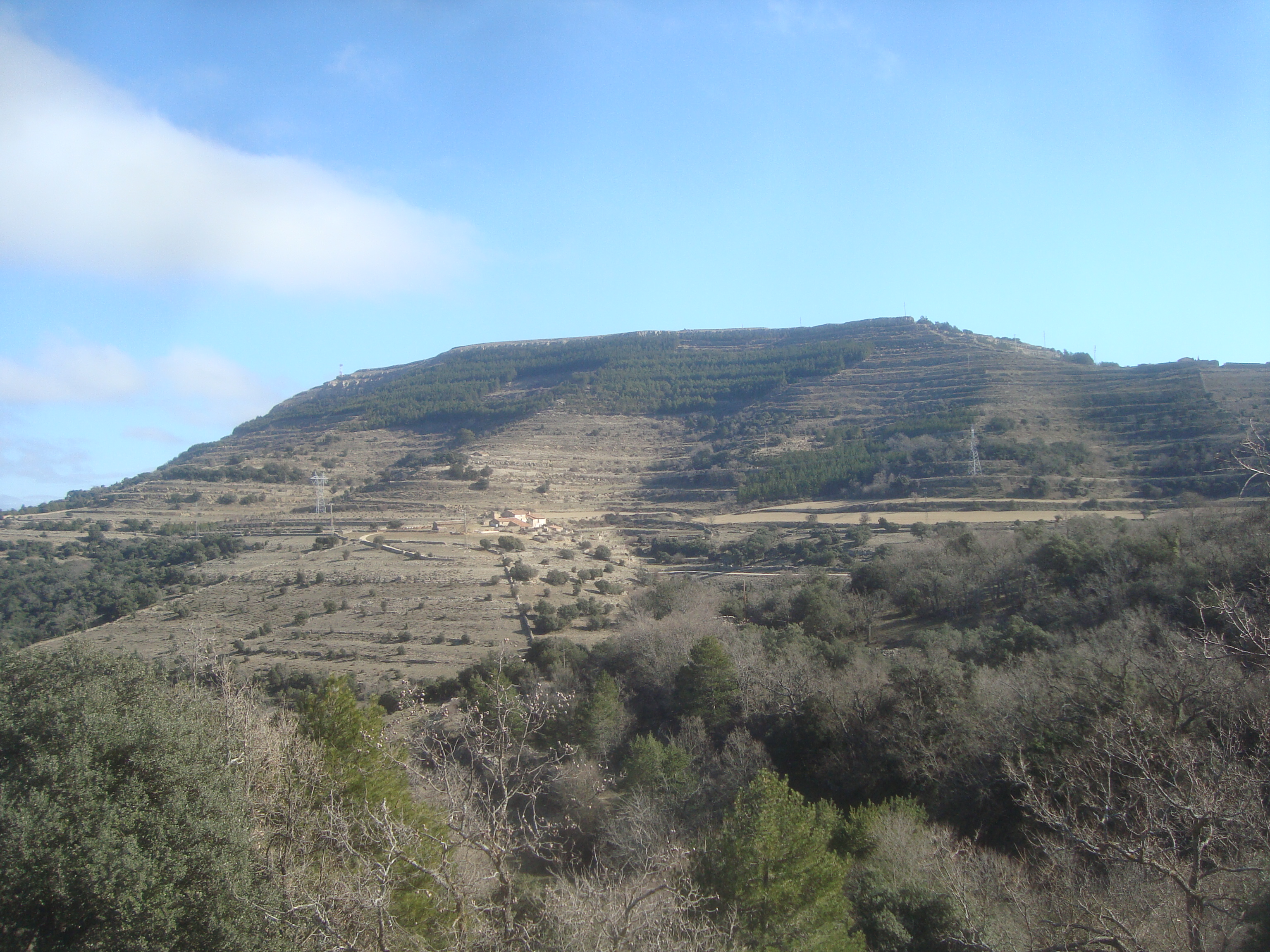
Mola de Vilá (cima a 1321 metros) paraje montañoso contiguo y similar a la Mola de Ares. Monte del término municipal de Ares del Maestrat.

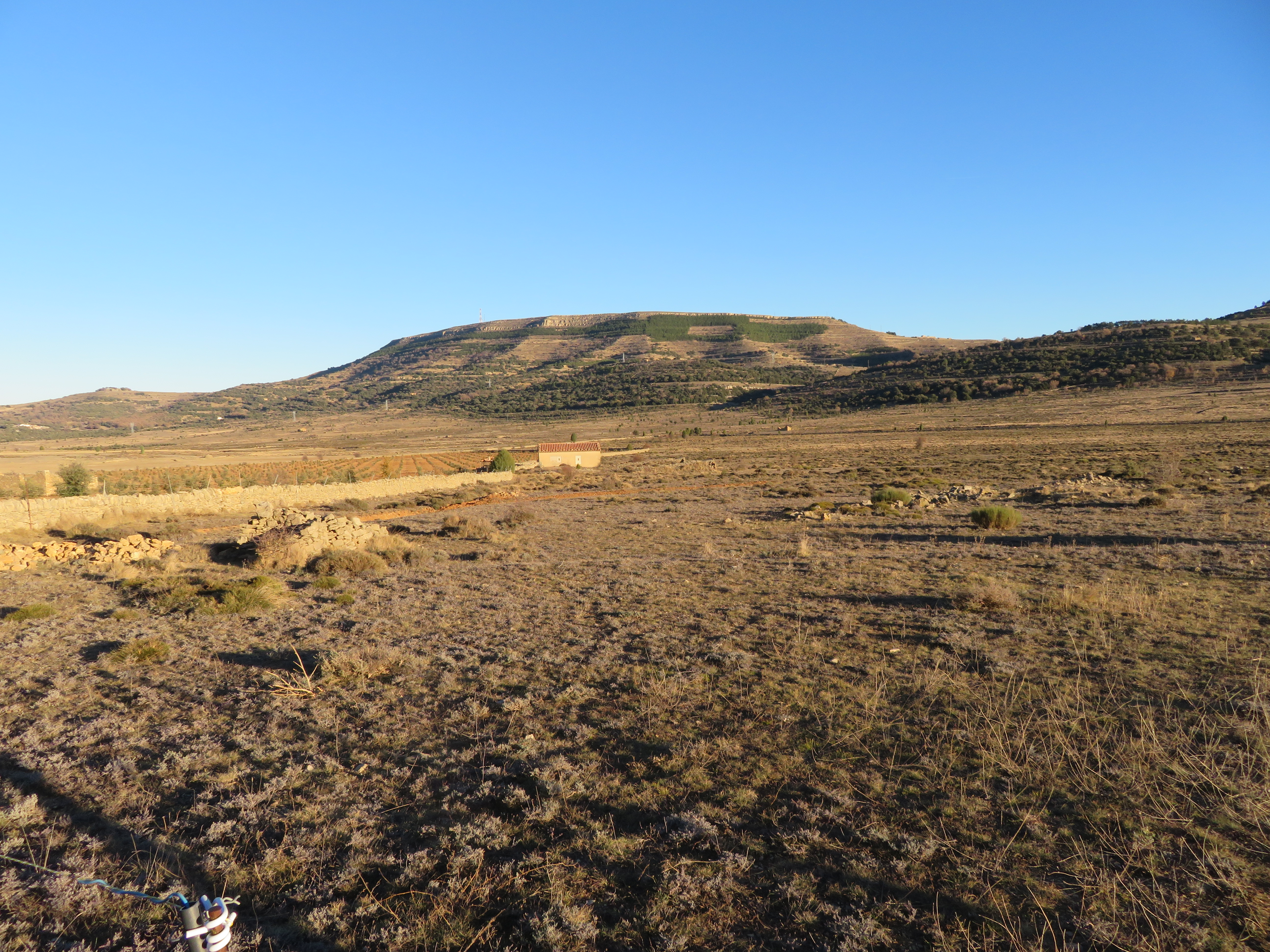
Panorámica del Valle de la Caná y el aeródromo, al fondo la montaña denominada La Mola d'Ares, término municipal de Ares del Maestrat.

La Muela de Ares (Mola d'Ares en valenciano), es una de las mayores alturas de la provincia de Castellón (España), con 1348 metros de altura. Pertenece geográficamente al municipio de Ares del Maestre, el cual se ubica prácticamente en la cima de la montaña, ofreciendo la contemplación de bellos paisajes pertenecientes al Maestrazgo y a Los Puertos de Morella.
A escasa distancia de la Muela de Ares existe otra muela casi gemela, denominada Mola del Vilà con similares características que la Muela de Ares, donde recientemente, el ayuntamiento de Ares del Maestre ha rechazado un plan para instalar un parque eólico en ambas muelas.

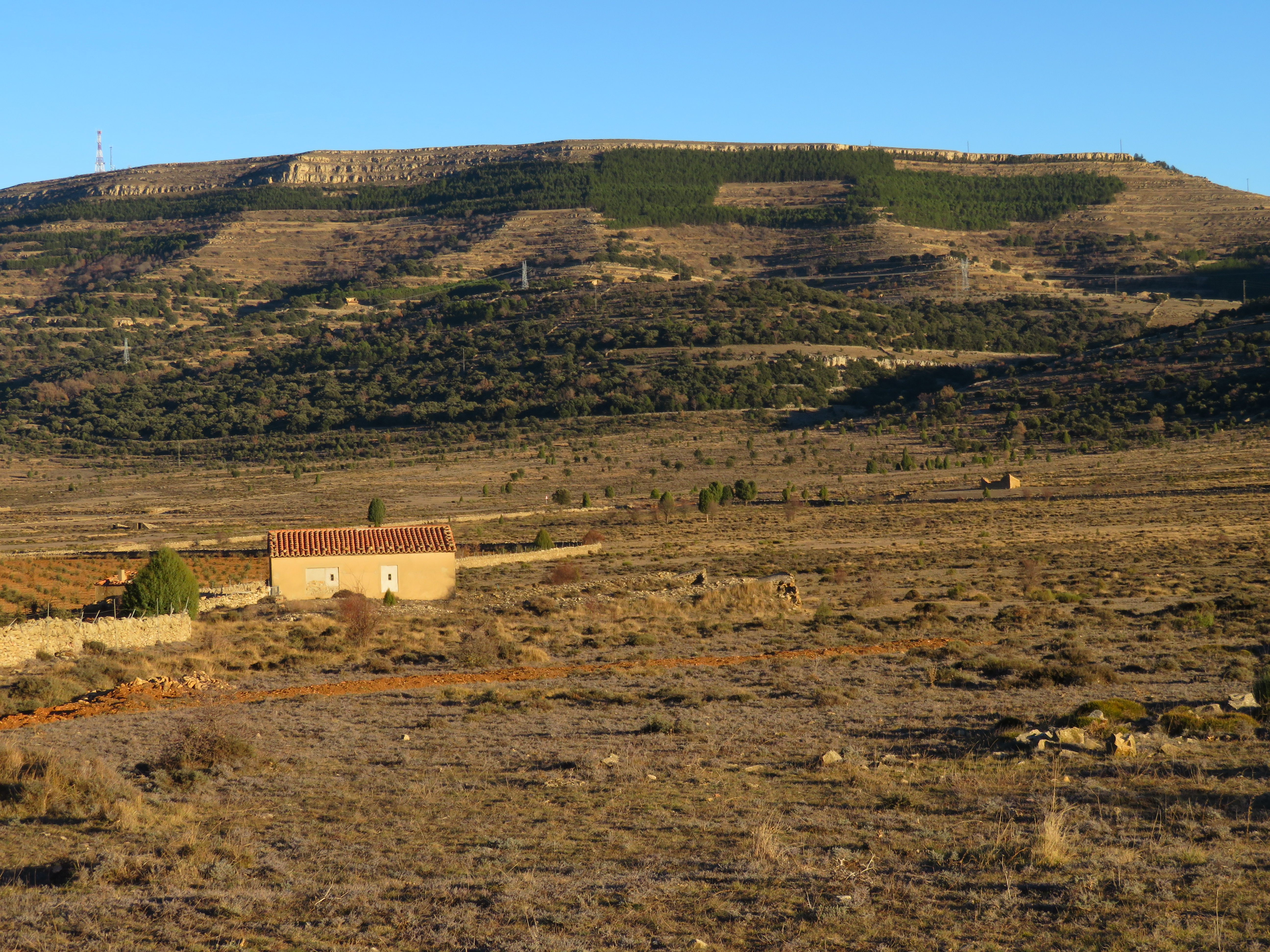
La Mola d'Ares (Ares del Maestrat).

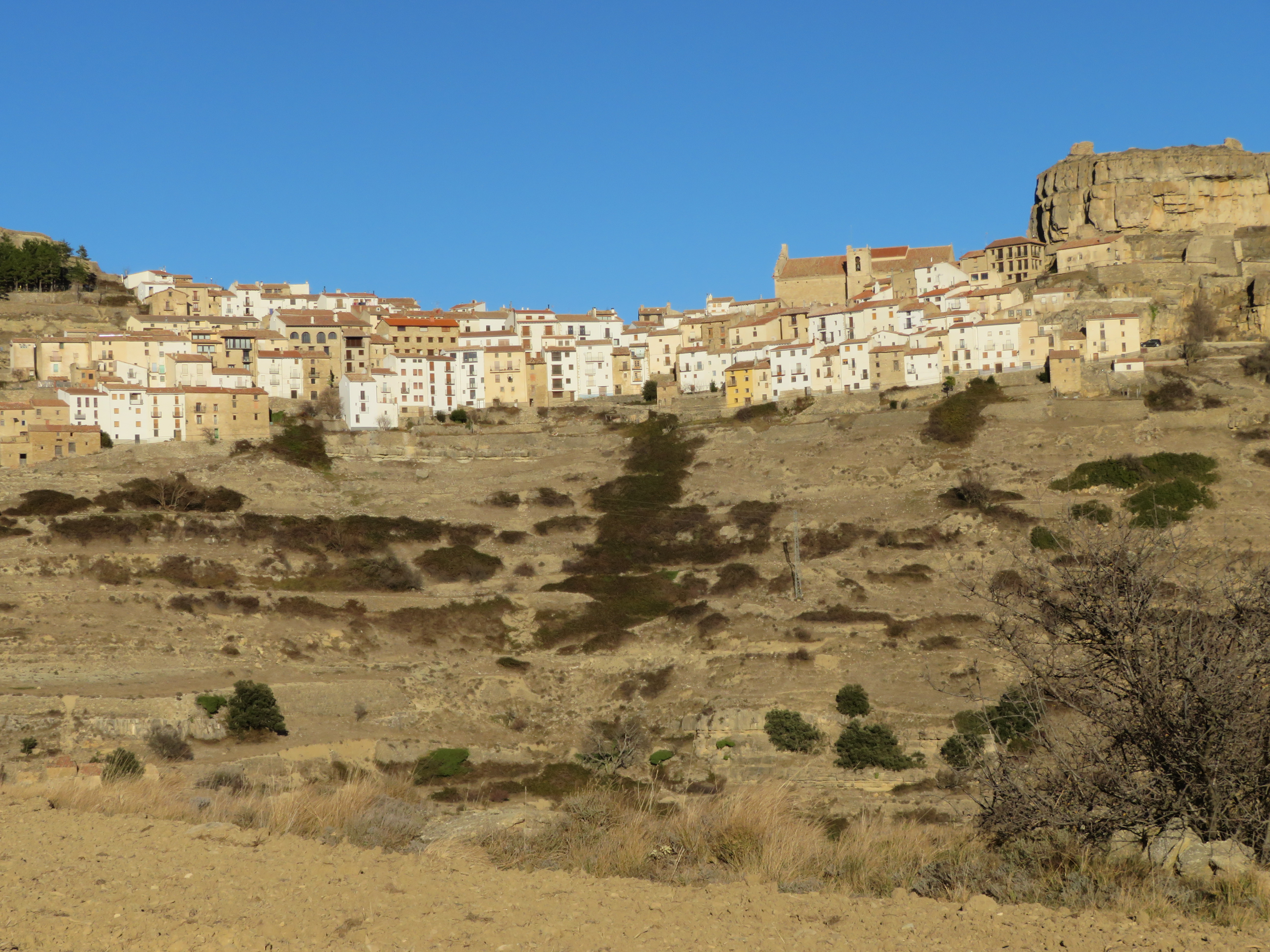
Municipio de Ares del Maestrat, en la comarca del Alto Maestrazgo (Castellón).

## Geografía
En el este de España, el término "Muela" describe una montaña cuya parte más alta está formada por una planicie. En el caso de la Muela de Ares, ésta tiene una extensión de aproximadamente 2 kilómetros cuadrados, y la cima se encuadra en la parte oriental del sistema Ibérico, conformando un altiplano generado por diferentes procesos erosivos que a lo largo del tiempo han modelado el paisaje formando abruptas pendientes con barrancos y ramblas de caudal muy variable.

### Flora y fauna
La dedicación que de estas tierras se ha hecho desde antiguo para el pastoreo, ha forjado una cubierta vegetal propia del pasto para ganado, sin olvidar la presencia de innumerables especies de arbustos. Mientras que por su parte, también es especialmente relevante para la fauna del lugar la presencia de la cabra montesa, o del buitre leonado.

## Protección
- Fue declarada, por Acuerdo del Consejo de la Generalidad Valenciana de fecha 3 de marzo de 2006, Paraje Natural Municipal.